# ФК Лепенци
Фудбалски клуб Лепенци (алб. Klubi Futbollistik Lepenci), познат као само Лепенци, професионални је фудбалски клуб из Качаника. Игра у Другој лиги Републике Косово.

## Историја
Фудбал се у Качанику игра од завршетка Другог светског рата, док је први клуб основан 1945. године. Назив је добио по реци Лепенац која пролази кроз Качаник. Године 1955. учествовао је у квалификационим такмичењима Приштинске регионалне лиге.
Налази се на 28. месту топ-листе Суперлиге Републике Косово, а један је од најстаријих и највећих фудбалских клубова на Косову и Метохији.

## Стадион
Своје домаће утакмице игра на стадиону Бесник Бегунца. Стадион је име добио по терористи Беснику Бегунци из редова Ослободилачке војске Косова (ОВК), који је убијен 1999. године.

## Играчи

### Тренутни тим
Ажурирано 2017.
| Бр. |        | Позиција | Играч                    |
| --- | ------ | -------- | ------------------------ |
|     | Србија | Г        | Берат Јакупи             |
|     | Србија | Г        | Дритон Шурдани           |
|     | Србија | Г        | Бесфорт Мјаку            |
|     | Србија | О        | Лиридон Гури             |
|     | Србија | О        | Бурхан Дема              |
|     | Србија | О        | Енес Цури                |
|     | Србија | О        | Етем Аслани              |
|     | Србија | О        | Амет Мани                |
|     | Србија | С        | Енис Краснићи            |
|     | Србија | С        | Садат Краснићи (капитен) |

| Бр. |        | Позиција | Играч            |
| --- | ------ | -------- | ---------------- |
|     | Србија | С        | Фатбард Кука     |
|     | Србија | С        | Фисник Дерњани   |
|     | Перу   | С        | Бењамин Замудио  |
|     | Србија | С        | Астрит Дерњани   |
|     | Србија | Н        | Едон Аџами       |
|     | Србија | Н        | Аљбион Тенеђа    |
|     | Србија | Н        | Ћендрим Халили   |
|     | Србија | Н        | Шпејтим Муџахери |
|     | Србија | Н        | Рамуш Адеми      |

## Значајни играчи
- Џевдет Шабани